# محمد أرزنده
محمد أرزنده (بالفارسية: محمد ارزنده) من مواليد (30 أكتوبر 1987) ولد في بروجن وهو رياضي إيراني في الوثب الطويل. شارك في مسابقة الوثب الطويل في دورة الألعاب الأولمبية الصيفية 2012 .

## روابط خارجية
محمد أرزنده على موقع الاتحاد الدولي لألعاب القوى (الإنجليزية)
- محمد أرزنده على موقع أوليمبيديا (الإنجليزية)